# حوزه انتخابیه پنجم کالیفرنیا
حوزه انتخابیه پنجم کالیفرنیا یک حوزه انتخابیه مجلس نمایندگان آمریکا است که در ایالت کالیفرنیا قرار دارد.